# 봉이 김선달 (2016년 영화)
"봉이 김선달"은 2016년에 개봉한 대한민국의 영화이다.

## 캐스팅
- 유승호 : 김선달 / 김인홍 역
- 조재현 : 성대련 역
- 고창석 : 보원 역
- 라미란 : 윤 보살 역
- 시우민 : 견이 역
- 전석호 : 이완 역
- 서예지 : 규영 역
- 김영필 : 성종익 역 - 성대련 조카
- 최귀화 : 여장사기 정판석 역
- 이준혁 : 장물아비 역
- 기주봉 : 여각주인 역
- 권태원 : 우의정 역
- 곽인준 : 청지기 역
- 서정주 : 도바타이 역
- 김종수 : 봉황사기 대감 역
- 고인범 : 검사기 거부 역
- 오윤홍 : 점술사기 아낙 역
- 주영호 : 별궁 금군 역
- 김서경 : 별궁 금군 역
- 이규형 : 담파고 초소 경비대장 역
- 민경진 : 면포전 최가 역
- 김승훈 : 별궁 내관 역
- 이선희 : 국밥집 주모 역
- 임종윤 : 이성계 역
- 유순웅 : 한봉수 역
- 송재룡 : 농민 역
- 최종률 : 상선 역
- 장준녕 : 청 황태자 역
- 김경룡 : 보석상 역
- 조성훈 : 보석상 역
- 김혜원 : 한양기방 행수 역
- 하수호 : 담파고 창고 경비 역
- 조현식 : 담파고 창고 경비 역
- 권건흥 : 검사기 거부 아들 역
- 정신혜 : 별궁 궁녀 역
- 백천기 : 별궁 금군 역
- 신두환 : 별궁 금군 역
- 김민혁 : 이완 수하 역
- 김태민 : 이완 수하 역
- 한상우 : 이완 수하 역
- 유일한 : 성종익 수하 역
- 서재호 : 성종익 수하 역
- 여지훈 : 성종익 수하 역
- 조위상 : 성종익 수하 역
- 안재원 : 성종익 수하 역
- 박광재 : 성종익 수하 거구 역
- 변진완 : 담파고 초소 경비 역
- 권용채 : 담파고 초소 경비 역
- 김정호 : 담파고 초소 경비 역
- 박대규 : 성대련 사병 역
- 조용준 : 성대련 사병 역
- 장재혁 : 성대련 사병 역
- 최정현 : 성대련 사병 역
- 박상현 : 성대련 사병 역
- 이주한 : 성대련 사병 역
- 이보라 : 황태자 하녀 역
- 엄지만 : 잠수부 역
- 권용식 : 잠수부 역
- 김길동 : 청 지휘관 역
- 문성복 : 이성계 부관 역
- 최제헌 : 이성계 군사 역
- 김창회 : 호위무장 역
- 이유현 : 호위무사 역
- 전성훈 : 사관 역
- 김태현 : 담파고 가게주인 역
- 심채원 : 성대련 하녀 역
- 박예슬 : 한양기방 기녀 역
- 김샛별 : 한양기방 기녀 역
- 강나영 : 한양기방 기녀 역
- 최윤빈 : 가마꾼 역
- 최석준 : 가마꾼 역
- 박진성 : 한양기방 하인 역
- 연우진 : 효종 역 (특별출연)
- 김정화 : 평양기방 행수 역 (특별출연)